# 雅跖花叶报春
雅跖花叶报春（学名：Primula oxygraphidifolia），为报春花科报春花属下的一个种。

## 扩展阅读
維基物種上的相關：雅跖花叶报春